# Fernando Scherer
Fernando de Queiroz Scherer (ur. 6 października 1974 we Florianópolis) – brazylijski pływak, specjalizujący się w stylu dowolnym, medalista olimpijski i mistrzostw Świata.
Jego największym sukcesem są dwa brązowe medale Igrzysk Olimpijskich. W 1996 r. w Atlancie zajął trzecie miejsce na dystansie 50 m stylem dowolnym. Z kolei w 2000 r. w Sydney zdobył brąz w sztafecie 4x100 m stylem dowolnym.
W 1995 r. został najlepszym sportowcem w Brazylii, za osiągnięcia, których dokonał podczas mistrzostw Świata w Rio de Janeiro (basen 25 m).
W 2010 r. ożenił się z Sheilą Mello, brazylijską aktorką i tancerką.